# Airspeed Oxford
Die Airspeed AS 10 Oxford (von den Flugschülern auch Ox-Box genannt) war ein zweimotoriges Schulflugzeug in Holzbauweise. Die aus ihr abgeleitete Airspeed AS 65 Consul wurde als ziviles Transportflugzeug genutzt.

## Geschichte
Sie wurde auf Basis der Envoy und der Spezifikation T.29/36 entwickelt. Der Erstflug des Prototyps fand in Portsmouth am 19. Juni 1937 statt. Ab November des gleichen Jahres wurden die Serienmaschinen ausgeliefert.

## Konstruktion
Die von den Besatzungen Ox-Box genannte Maschine wurde überwiegend in Holzbauweise hergestellt.
Durch entsprechende Ausstattung wurde das Flugzeug u. a. zur Schulung von Navigatoren, Bombenschützen, Funkern und – mit entsprechendem Turm ausgerüstet – für MG-Schützen eingesetzt. Insgesamt 8586 Flugzeuge dieses Typs wurden in 5 Varianten (Mk.I–Mk.V) gebaut, darunter auch einige bei de Havilland und Standard Motors. Die letzte Maschine wurde am 14. Juli 1945 ausgeliefert.

## Nutzung

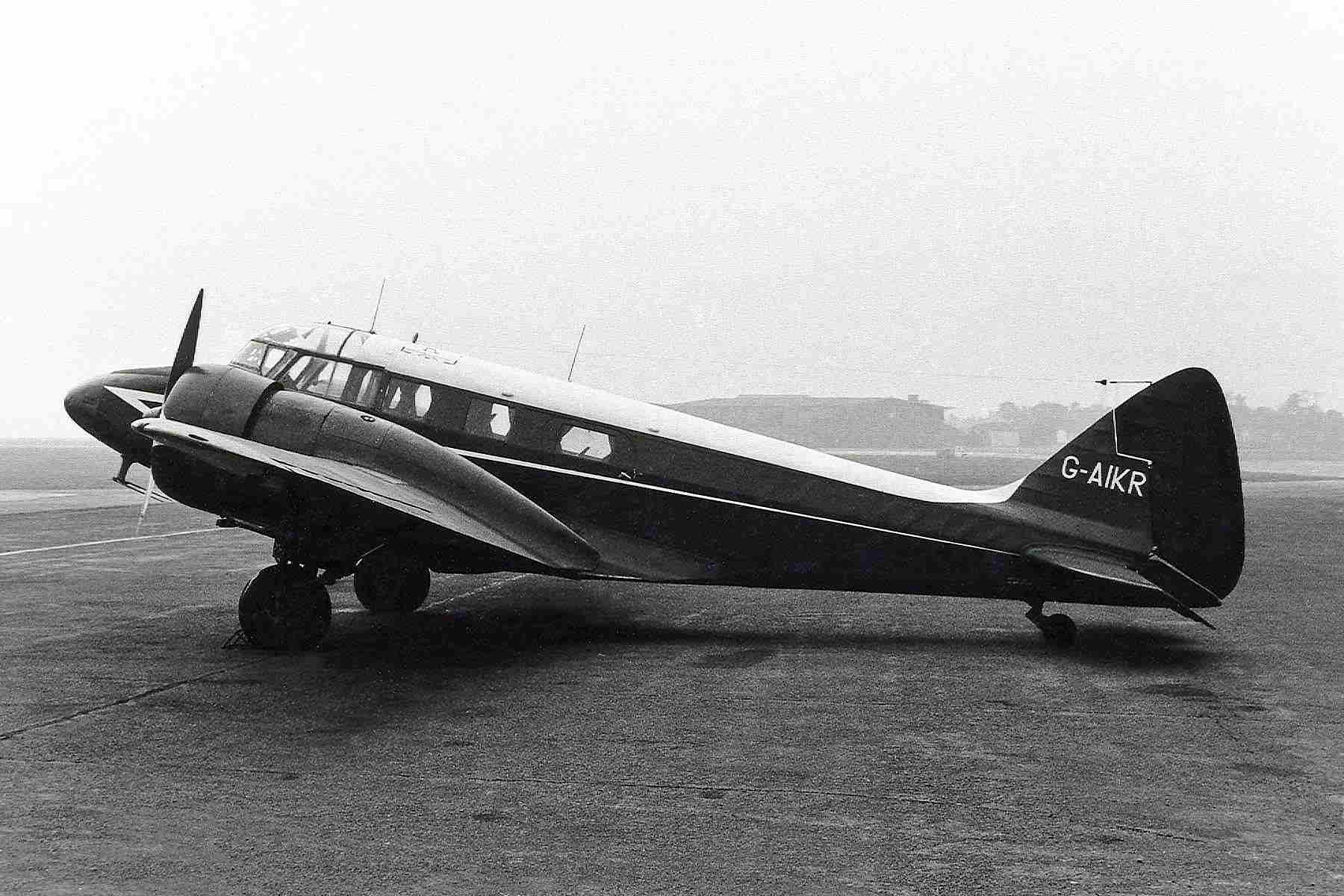
Eine Airspeed AS 65 Consul

Sie war während des Zweiten Weltkriegs in Großbritannien das Standardschulflugzeug für die Besatzungen mehrmotoriger Flugzeuge.
Sie fand auch als Sanitäts- und Verbindungsflugzeug sowie zur Kalibrierung von Radaranlagen Verwendung. Einige wurden im Irak auch als Behelfsbomber eingesetzt.
Mk.I mit Cheetah-X-Triebwerken diente als Mehrzweckflugzeug, zur Bomben- und MG-Schützen-Schulung, Mk.II zur Navigatoren – und Funkerausbildung. Die Mk.III bestand nur aus einem einzigen Prototyp mit Cheetah-XV-Triebwerk und Rotol-Propeller. Mk.IV war eine projektierte Weiterentwicklung der Mk.III zum Pilotentraining, mit der Versuche mit unterschiedlichen Triebwerken, Rudern und Fahrwerken durchgeführt wurden. Mk.V (AS 46) waren Mk.III mit R-985-AN6-Wasp-Junior-Triebwerken.
Die AS 10 wurde außer von Großbritannien auch bei den Australiern, Franzosen, Kanadiern, Neuseeländern, Rhodesiern, Südafrikanern und den USA eingesetzt.
Nach dem Krieg wurden bis 1948 über 100 noch im Bau befindliche Oxfords als AS 65 Consul für den zivilen Markt fertiggestellt.

## Produktion
Abnahme der Airspeed Oxford durch die RAF:
| Jahr   | 1937 | 1938 | 1939 | 1940 | 1941 | 1942 | 1943 | 1944 | 1945 | SUMME |
| ------ | ---- | ---- | ---- | ---- | ---- | ---- | ---- | ---- | ---- | ----- |
| Oxford | 5    | 115  | 486  | 1164 | 2379 | 2085 | 1446 | 744  | 157  | 8581  |

Produzenten der Oxford:
| Hersteller                | Version | Lieferungen |
| ------------------------- | ------- | ----------- |
| Airspeed, Portsmouth      | Mk. I   | 3295        |
| Airspeed, Christchurch    | Mk. I   | 300         |
| Standard Motors, Coventry | Mk. I   | 750         |
| Percival                  | Mk. I   | 780         |
| De Havilland, Hatfield    | Mk. I   | 840         |
| Airspeed, Portsmouth      | Mk. II  | 914         |
| Airspeed, Christchurch    | Mk. II  | 250         |
| Percival                  | Mk. II  | 575         |
| De Havilland, Hatfield    | Mk. II  | 675         |
| Airspeed, Portsmouth      | Mk. V   | 202         |
|                           |         | 8581        |

## Zwischenfälle
Die berühmte britische Pilotin Amy Johnson starb bei einem Überführungsflug einer Airspeed Oxford Mk. II von Prestwick nach Kidlington bei Oxford in schlechten Wetterbedingungen am 5. Januar 1941.

## Erhaltene Flugzeuge

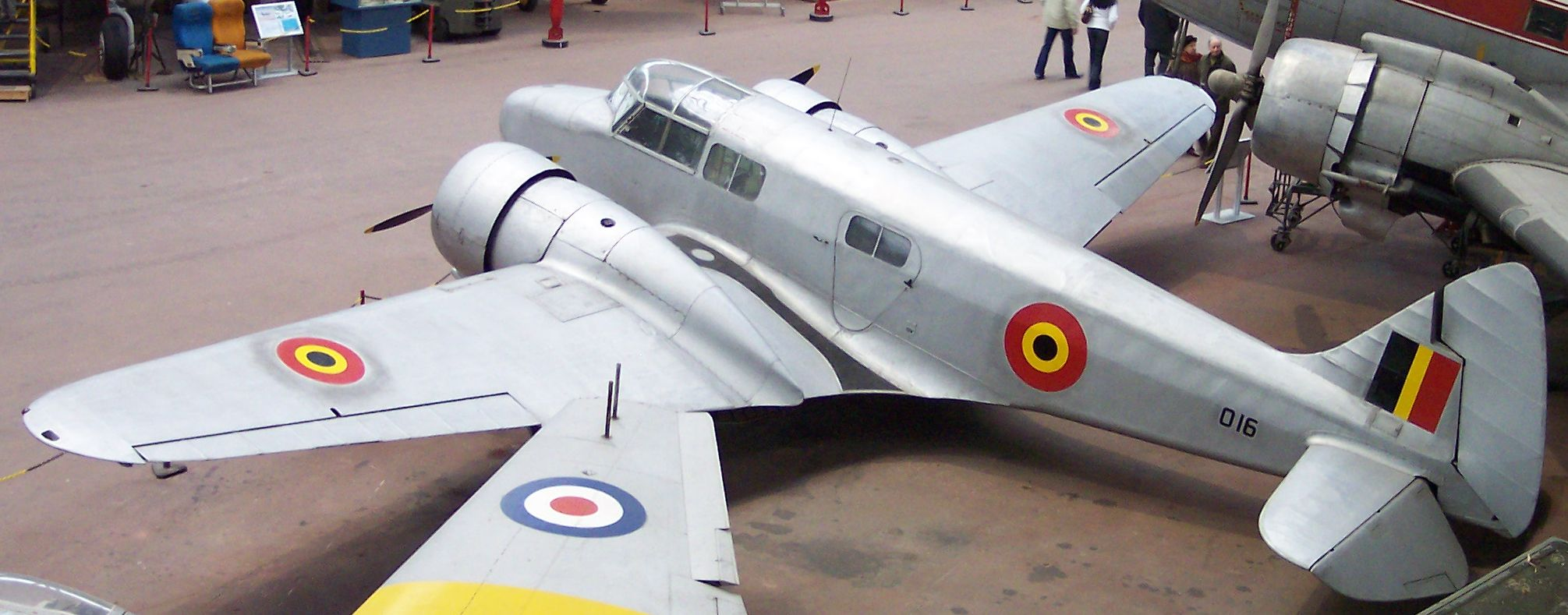
AS 10 Oxford im Musée Royal de l’Armée

Eine Oxford steht heute im Imperial War Museum in Duxford. Ein weiteres Flugzeug ist im Musée Royal de l’Armée in Brüssel ausgestellt.

## Technische Daten

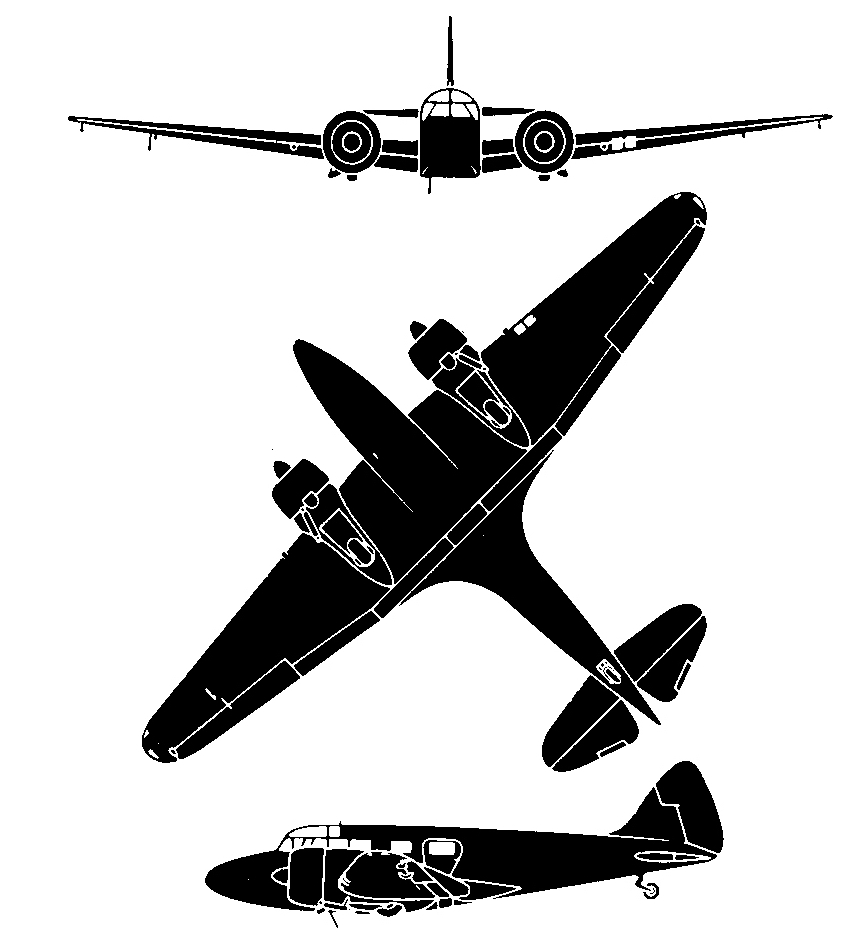
Airspeed AS.10 Oxford

Die Angaben vor den Klammern beziehen sich auf die Version Oxford I. Die Mehrzahl der technischen Daten wurden dem Putnam-Buch zu Airspeed entnommen.
| Kenngröße             | Daten |
| --------------------- | --- |
| Besatzung             | 2–3 |
| Länge                 | 10,52 m |
| Höhe                  | 3,38 m |
| Spannweite            | 16,25 m |
| Flügelfläche          | 32,34 m² |
| Flügelstreckung       | 8,2 |
| Leermasse             | 2440 kg (Oxford V: 2575 kg)                                                                                               |
| max. Startmasse       | 3447 kg (Oxford V: 3632 kg)                                                                                               |
| Antrieb               | zwei Armstrong-Siddeley Cheetah X mit 260 kW (355 PS) bzw. Oxford V: zwei Pratt & Whitney R985-AN6 Wasp Junior mit 450 PS |
| Höchstgeschwindigkeit | 291 km/h (Oxford V: 324 km/h)                                                                                             |
| Dienstgipfelhöhe      | 5.850 m (19.200 ft) (Oxford V: 6.400 m (21.000 ft))                                                                       |
| Flugdauer             | 5 h |